# LD 350-1
LD 350-1 è il più antico esemplare conosciuto del genere Homo, risalente a 2,8–2,75 milioni di anni fa, trovato nel sito di Ledi-Geraru nella regione di Afar in Etiopia. L'esemplare è stato scoperto dal paleoantropologo etiope Chalachew Seyoum nel 2013. Attualmente è controverso se il fossile appartenga alla specie dell'Homo habilis o a quella dell'Homo rudolfensis.

## Descrizione
LD 350-1 è una mascella sinistra di un esemplare adulto, che comprende il canino, entrambi i premolari e tutti e tre i molari. In termini di dimensioni complessive, l'esemplare rientra nell'intervallo di ciò che si osserva nei piccoli esemplari di Australopithecus afarensis, e LD 350-1 potrebbe essere una forma di transizione tra Australopithecus e Homo.
Tuttavia, la sua anatomia diverge fortemente da quella degli australopitechi e si allinea più strettamente a quella dell'Homo: i fori mentali non si trovano su una depressione, ha una chiglia sinfisaria (una linea di osso sporgente sulla linea mediana delle mascelle), la mascella mantiene una profondità più o meno costante, mentre in alcuni Australopitechi è più profonda sotto i premolari, e vi sono numerose differenze per quanto riguarda le corone dei denti. Questo fossile conferma che l'anatomia dei denti e della mascella dell'Homo si è differenziata molto presto da quella dell'Australopithecus.
Studi sui sedimenti nei quali è stato ritrovato il fossile, suggeriscono che questo individuo fosse vissuto in un periodo in cui l'ambiente stava assumendo i caratteri propri della savana.